# 荣怪蛤
荣怪蛤（学名：Cetoconcha gloriosa）是笋螂目怪蛤科怪蛤属的一种。

## 分佈
主要分布于中国大陆廣東沿岸、南沙，常栖息在广东沿岸水深96-162米、南沙水深90-170米。